# Store Kongensgade 23
Store Kongensgade 23 er en nyklassicistisk bygning, der ligger i Store Kongensgade i København. Bygningen med front mod gaden blev opført af murermester Christian Olsen Aagaard i 1850. Aagaard havde allerede i 1837 opført nabobygningen i Nr 25, hvis stueetage fra 1859 til 1971 blev brugt af Kongelig Hof Apotek. De to bygninger deler en gård bagved. Bagerst i gården opførte Bernhard Hertz i 1887 efter egne tegninger en sølvvarefabrik (Store Kongensgade 23 B). Fabrikken blev taget ud af drift i 1942, og blev senere brugt til kontorer, inden den i 2018 blev ombygget til lejligheder.
Store Kongensgade 23 og den tidligere sølvvarefabrik blev fredet i 1989. Nr. 25. er ikke fredet.
I 2021 udgav Søren Ulrik Thomsen et langt essay kaldet Store Kongensgade 23, der omhandler om en lejlighed i bygningen, hvor han som teenager boede i et års tid, men som kom til at spille en stor rolle i hans liv.